# Le Cerneux-Péquignot
Le Cerneux-Péquignot je obec v kantonu Neuchâtel na západě Švýcarska, nedaleko hranic s Francií. Má 311 obyvatel.

## Geografie

Le Cerneux-Péquignot (1950)

Le Cerneux-Péquignot je s nadmořskou výškou 1088 metrů nejvýše položenou obcí v kantonu Neuchâtel, vzdušnou čarou 8 km jihozápadně od Le Locle. Zemědělská obec se rozkládá severovýchodně od vysoko položeného údolí Vallée de la Brévine v Neuchâtelském Jurovi, nedaleko hranic s Francií.
Území obce o rozloze 15,7 km² pokrývá úsek ve zvlněné krajině Neuchâtelského Jury jižně od údolí řeky Doubs. Krajina vykazuje podobný charakter jako krajina Franches-Montagnes s bažinatými, většinou povrchově odvodněnými sníženinami mezi vápencovými vrcholy kopců. Nacházejí se zde rozsáhlé jurské vysokohorské pastviny s typickými mohutnými smrky, stojícími buď jednotlivě, nebo ve skupinách. Na některých místech se vyskytují i závrty. Severně od obce se nachází obecní pozemek zahrnující hřeben Prévoux (1261 m n. m.) a táhnoucí se přes údolí Bas des Roussottes až k zalesněnému hřebenu Maix Musy, kde se nachází nejvyšší bod Le Cerneux-Péquignot (1285 m n. m.). Na východě se oblast rozprostírá přes Bois du Creux (1151 m n. m.) a Petit Calirou (1155 m n. m.) k Signal (1155 m n. m.). Jižní hranice leží uprostřed sníženiny východní části údolí Vallée de la Brévine. Obec se táhne v dlouhém úzkém pásu na jihozápad až k lesním výšinám Châteleu (1260 m n. m.) severozápadně od obce La Brévine. V roce 1997 tvořila 3 % rozlohy obce zastavěná plocha, 40 % lesy a lesní pozemky, 55 % zemědělské plochy a asi 2 % neproduktivní půda.
Le Cerneux-Péquignot zahrnuje osady Bas du Cerneux (1078 m n. m.) západně od obce, Le Gigot (1080 m n. m.) na okraji vřesoviště Le Chauchet, jižní část Le Prévoux (1077 m n. m.) východně od stejnojmenné výšiny na sestupu do vysokého údolí Le Locle, jakož i četné zemědělské osady a jednotlivé farmy roztroušené po výšinách Jury. Sousedními obcemi Le Cerneux-Péquignot jsou La Brévine, La Chaux-du-Milieu a Le Locle v kantonu Neuchâtel a Villers-le-Lac, Montlebon a Grand'Combe-Châteleu v sousední Francii.

## Historie
Území kolem dnešní vesnice pravděpodobně ve 13. století získal zpět rod Péquignotů z obce Montlebon ve Francii. Cerneux pochází z latinského slova circinatus (ohrazený), což znamená ohrazený pozemek statku. Od svého založení až do Francouzské revoluce patřila vesnice převorství Morteau, které podléhalo svobodnému burgundskému hrabství. Od roku 1325 do roku 1521 patřilo Le Cerneux-Péquignot pod jurisdikci hrabat z Neuchâtelu. Během třicetileté války byla vesnice částečně zničena.
Po pádu Helvétské republiky patřilo Le Cerneux-Péquignot až do roku 1814 stále Francii, poté však bylo postoupeno knížectví Neuchâtel. Ke konečnému převzetí Švýcarskem však došlo až v roce 1819.

## Obyvatelstvo
| Rok            | 1819 | 1850 | 1900 | 1950 | 1980 | 2000 |
| Počet obyvatel | 300  | 301  | 336  | 410  | 290  | 313  |

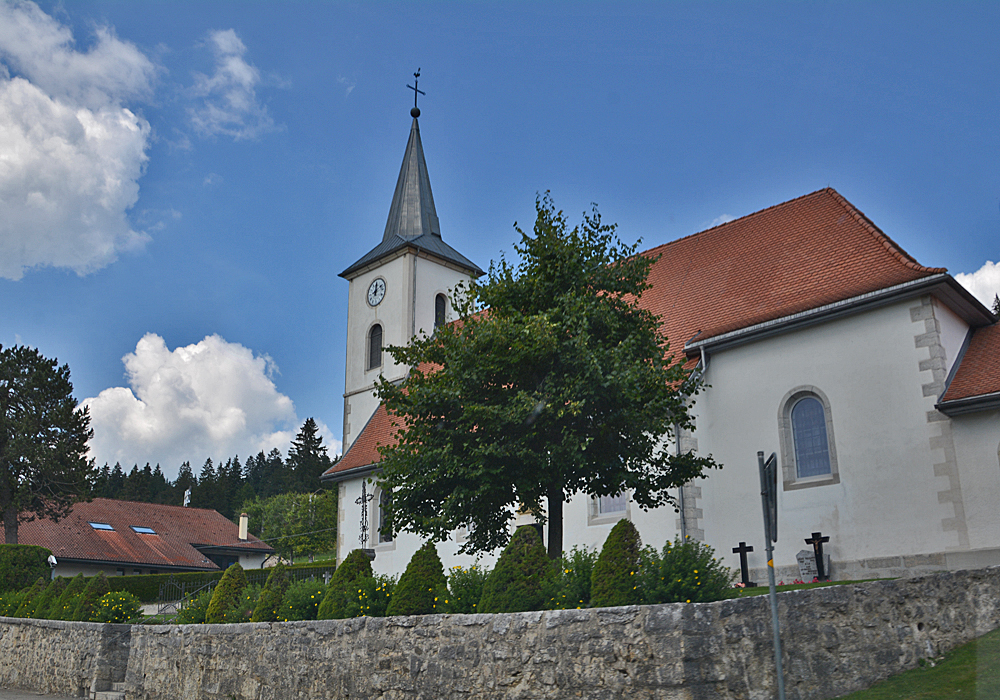
Kostel

K 31. prosinci 2021 v obci žilo 316 obyvatel. Z celkového počtu obyvatel 95,6 % hovoří francouzsky, 2,6 % německy a 1,0 % portugalsky (stav v roce 2000). Počet obyvatel obce Le Cerneux-Péquignot mírně vzrostl od roku 1850 (301 obyvatel) do roku 1950 (410 obyvatel), poté byl zaznamenán silný odliv obyvatel až do roku 1980 (290 obyvatel). Od té doby byl opět zaznamenán mírný nárůst.

## Hospodářství
Le Cerneux-Péquignot je dosud převážně zemědělskou obcí s převažujícím chovem dobytka a produkcí mléka. Význam má také výroba sýrů a lesnictví. Od 18. století se ve vřesovišti Marais Rouge na planině Vallée de la Brévine těžila rašelina; těžba byla ukončena v roce 1991.

## Doprava
Obec leží mimo hlavní průjezdní komunikace na kantonální silnici z Fleurier do Le Locle. Západně od obce se nachází hraniční přechod do francouzského Morteau. Obec Le Cerneux-Péquignot je napojena na síť veřejné dopravy prostřednictvím postbusové linky, která jezdí z La Brévine do Le Locle.